# 古井康介
古井 康介（ふるい こうすけ、1995年（平成7年）5月25日- ）は、日本の実業家、社会起業家。株式会社POTETO Media 代表取締役社長。日本若者協議会理事。

## 来歴
1995年、富山県富山市生まれ。2008年秋のリーマン・ショックのあおりで父の飲食店が経営不振に陥り、部活の用具は買えず、光熱費を弟のバイト代でまかなうなど、弟2人を合わせ3人の子を抱える一家の生活は厳しくなったが、折よく始まった高校無償化と、進学先の高校の掲示板でたまたま見つけた奨学金制度に窮地を救われた。この経験により、「ひとりで乗り越えられない壁を乗り越えさせてくれるのが政治なんだろうな」と感じるとともに、遠い世界の話に思っていた政治が目の前の生活にかかわる大切なものだということを身をもって知ることとなり、後に政治をテーマにした事業を行う原体験となる。  
2016年アメリカ合衆国大統領選挙の取材を行うために渡米。2週間で3カ所を回り、大統領候補（当時）のドナルド・トランプの演説会場などを取材後、学生団体POTETOを設立。団体名は「Political Telecommunication Tower（政治の電波塔）」を略したもの。日本で政治が身近に感じられないのは、発信者（政治家）と受信者（有権者）の周波数が違うからとの思いから、言葉を工夫し、グラフィックスを効果的に使うことで周波数を調整すれば、理解しやすい形で届けたいとの思いが込められているという。 
2017年12月に学生団体を株式会社POTETO Mediaとして法人化。その後、自民党総裁選における候補者の広報をはじめ、現首相や大臣、各党党首など政治や行政の広報・PRを担う。
2019年からは行政のお役立ち情報をグラフィックを通じて発信するサービス「POTOCU」 をリリース。Twitterでは何度も「バズ」を起こし、2020年は1,000万人以上に行政サービスを届けた。
2024年10月27日執行の第50回衆議院議員総選挙で、自由民主党から比例北陸信越ブロック単独第12位で擁立されることとなった。投開票の結果、落選。

## 経歴
- 1995年 - 富山県富山市生まれ
- 2014年 - 富山県立富山高等学校卒業
- 2014年 - 慶應義塾大学経済学部入学
- 2017年 - 株式会社POTETO Media創業
- 2020年 - 慶應義塾大学経済学部卒業
- 2020年 - 東京都主催 アクセラレーションプログラム ASAC 第9期修了[10]

## 人物
- 住んでいた学生寮が取り壊されることになったとき、引っ越し費用が工面できず、しばらくホームレス状態になったこともある[11]。
- 大学進学では奨学金を利用しており[12]、卒業単位取得後も未払いの学費177万円を支払うまでは「卒業保留」が続いた（2020年12月に支払って「卒業」した）[13]。

## 受賞歴等
- 2019年 - キャンパスベンチャーグランプリ 経済産業省関東経済産業局長賞[14]
- 2021年 - 日本ユースリーダー協会主催 第12回若者力大賞 大賞[15]
- 2021年 - 「現代用語の基礎知識」選 ユーキャン 新語・流行語大賞トップテン（「Z世代」として出席）[16]

## 講演・委員歴等
- 日本政府主催 国際女性会議WAW!2017ユーススピーカー[17]
- 内閣官房 新型コロナウイルス感染症対策推進室向け広報アドバイザー（外部有識者）
- 内閣 人事院 公務員研修（課長補佐級）向け講演
- 東京都 都庁マネジメント本部（知事、副知事、各局長）向け講演（広報戦略）[18]
- 富山県 成長戦略会議 県庁オープン化戦略委員[19]
- 富山県 教育委員会主催 高校生富山県議会 講師[20]
- 慶應義塾大学 総合政策学部 政策デザインワークショップ・研究会 ゲスト講師

## 出演

### テレビ
- 堀潤モーニングFLAG（TOKYO MX）※準レギュラー
- サンデージャポン（TBS）※不定期出演
- ひるおび（TBS）※不定期出演
- 日曜討論（NHK）
- 時論公論 クエスチョンタイム（NHK）
- 羽鳥慎一モーニングショー（テレビ朝日）
- 日テレNEWS24（日本テレビ）
- 梅沢富美男のズバッと聞きます!（フジテレビ）

### ラジオ
- 〜JK RADIO〜TOKYO UNITED（J-WAVE 81.3 FM）
- DIGITAL VORN Future Pix（エフエム東京）
- 古井康介の新しいラジオ（北日本放送）